# MS Pétanque
MS Pétanque – jedna z najmłodszych wytwórni bul, akcesoriów i strojów do pétanque. Założona została we Francji w roku 1992. Należy obecnie do firmy amerykańskiej zajmującej się głównie produkcją implantów ortopedycznych.
VMS produkuje dość szeroką gamę kul. I dzięki temu udaje jej się konkurować z największym producentem kul, firmą Obut skupiającą w swoich rękach większość francuskich marek bul. VMS jest przez tę różnorodność jedną z najbardziej rozpoznawalnych marek. 
MS Pétanque produkowane są z trzech rodzajów stali:
- stal węglowa z dodatkiem chromu i molibdenu
- stal nierdzewna, chromowa
- stal nierdzewna, chromowo-niklowa

Najczęściej spotykane kule firmy MS Pétanque to:
- 2110 Anti Rebound - kule miękkie (110 kg/mm²) ze stopu stali węglowej, poprzez zastosowanie specjalnej technologii i konstrukcji wnętrza kuli odbijają się słabiej, co cenione jest przez zawodników na pozycji strzelca.
- MS 120 - kule półmiękie,  (120 kg/mm), ze stali węglowej, uniwersalne, przeznaczone zarówno dla graczy zajmujących pozycje punktujących i strzelających.
- CZ Cara Inox- kule twarde (135 kg/mm), nierdzewne, ze względu na swoją twardość i charakterystyczny wygląd (sprawiają wrażenie pokrytych grubą łuską)  zwane są "pancernikami" lub "żółwiami", poprzez swoje właściwości częściej stosowane przez puenterów niż przez strzelców choć niektóre źródła wskazują, że kule te sprawdzają się również przy strzale.
- Tortue - kule twarde (130 kg/mm), ze stali węglowej, podobnie jak CZ przez swój wygląd zostały nazwane "żółwiami", poprzez swoje właściwości częściej stosowane przez puenterów, niż przez strzelców.
- Ms Steel - kule półmiękkie (120 kg/mm), ze stopu stali węglowej, rekomendowane do strzału.
- Ms Stainless Steel - kule twarde (130 kg/mm), nierdzewne ze stali chromowej. Reklamowane są jako trwałe, uniwersalne kule.

Do roku 2010 MS Petanque produkowało model najtwardszych z dostępnych na rynku kul - VMS Plot o twardości (180 kg/mm². Bule te zaprojektowane zostały w 1995 roku przez słynnego francuskiego piosenkarza i miłośnika pétanque Henriego Salvadora. Swoją powierzchnią nawiązują do starych drewnianych bule z powbijanymi gwoździami (boules cloutées).